# Ygyde
Ygyde é uma língua auxiliar internacional oligossintética criada em 2007 por Andrew Nowicki e Patrick Hassel-Zein.

## Fonologia e Escrita
Há ao todo 32 glifos: 6 vogais a e y o u i, 15 consoantes b p d t g k w f z s j c m n l, ponto final, 8 algarismos, ponto octal e espaço. Combinações de glifos são usadas para representar outros sinais de pontuação (parênteses, aspas, interrogação, exclamação etc.) e símbolos lógicos e matemáticos (multiplicação, subtração etc.).
A sílaba tônica é sempre a penúltima.

## Morfologia
Nomes de letras e constantes científicas têm duas letras. Nomes de variáveis têm quatro letras. Nomes próprios têm seis letras, salvo nomes de pessoas e alguns acidentes geográficos, que têm oito.
Todas as outras palavras têm um número ímpar de letras. Vogais funcionais são preposições formadas de uma só letra. Números, cores, pronomes, adjetivos e substantivos comuns, conjunções e outras preposições têm três letras.
As demais palavras têm cinco ou sete letras. São compostos formados pela combinação de um prefixo vocálico com dois ou três morfemas. Por exemplo:
aniga (corrupto): a (adjetivo) + ni (secreto) + ga (dinheiro)
ofyby (pão fermentado): o (substantivo) + fy (espuma) + by (comida)
igugo (vaporizar): i (verbo) + gu (líquido) + go (gás) 
Empréstimos de outros idiomas são precedidos de alguma das seguintes palavras:
- ugi, nome geográfico
- uko, nome de pessoa
- uki, nome de material, substância ou produto químico
- uwo, verbo
- uwu, nome religioso
- uwi, nome de espécie biológica
- ufo, adjetivo ou advérbio
- uzo, nome astronômico
- uzu, qualquer outro nome próprio
- uzi, qualquer outra palavra

Vogais funcionais
- a - indica que a palavra seguinte está no genitivo: a ubu jon = de John; a ijy = nosso
- e - início de um comentário (o glifo parece-se com um abre-parêntese).
- i - indica o acusativo
- o - indica o plural: yfipy = mulher, o yfipy = mulheres
- u - une compostos formados de vários radicais: ofo u oweko = 5+u+nome+folha+forma = "pentágono"
- y - fim de um comentário (o glifo parece-se com um fecha-parêntese).